# Neulengbach
Neulengbach je rakouské město ve Vídeňském lese v okrese St. Pölten v Dolních Rakousích. Žije zde přibližně 8 300 obyvatel.
Městské právo byla obci propůjčena teprve v roce 2000. Město leží 36 kilometrů západně od Vídně a je členem iniciativy „regionu Vídeňský les“.

## Geografie

### Poloha
Neulengbach leží u řeky „Laabenbachu“, která ústí do Große Tullnu. Dalším přítokem je "Dambach", jezerní potok jakož i „Raipoltenbach“. Severní část zastavěného území je ohraničená Haspelwaldem. Nejvyšší kopec má nadmořskou výšku 520 metrů.

### Sousední obce
- Asperhofen
- Altlengbach
- Maria-Anzbach
- Weißenkirchen an der Perschling
- Eichgraben
- Kasten bei Böheimkirchen
- Neustift-Innermanzing
- Kirchstetten

### Administrativní dělení města
Neulengbach je vytvořen z 15 katastrálních území:
- Almersberg
- Emmersdorf
- Großweinberg
- Haag
- Inprugg
- Markersdorf
- Neulengbach
- Ollersbach
- Pettenau
- Raipoltenbach
- Sankt Christophen
- Tausendblum
- Umsee
- Unterwolfsbach
- Wolfersdorf

## Historie
Ve 12. století páni z Lengenbachu vybudovali hrad Neulengbach jako regionáloní centrum moci. Pod hradem se rozvinula trhová obec, která znovu získala tržní práva v roce 1535, protože jejich starší listina byla zničena během tureckého obléhání v roce 1529.
Zámek ve třetí čtvrtině 17. století získala Sidonia Agnes Pálffyová, rozená Lichtenštejnová, bránila zámek v roce 1683 před tureckými útoky. Roku 1696 rodina Bartholotti získala zámek a panství. V roce 1746 získal panství kníže Lubomirsky, pán z Neulengbachu.
V letech 1823 až 1920 vlastnila zámek knížecí rodina Liechtensteinů. V roce 1850 vznikla obec a soudní okres Neulengbach. Od roku 2000 získala obec městská práva.

## Hospodářství a infrastruktura
Nezemědělských pracovišť bylo v roce 2001 365, zemědělských a lesnických pracovišť bylo v roce 1999 146. Počet výdělečně činných osob v místě bydliště bylo podle sčítání lidu v roce 2001 3140, tj. 45,99 %. V Sankt Christophen má sídlo RWC.

### Doprava
- Železnice: Západní dráha probíhá přes Neulengbach, kde má tři zastávky: Neulengbach město, Neulengbach a Ollersbach.
- Silniční doprava: Neulengbach je poblíž "Západní dálnice" a "Vídeňského dálničního vnějšího okruhu".

### Vývoj počtu obyvatel
- 1869 3985
- 1880 4460
- 1890 4406
- 1900 4772
- 1910 5556
- 1923 5865
- 1934 5853
- 1939 5981
- 1951 5823
- 1961 5307
- 1971 5585
- 1981 5637
- 1991 6147
- 2001 7120
- 2008 7547

## Politika
Starostou města je od roku 2021 Jürgen Rummel (ÖVP).

## Kultura a pamětihodnosti

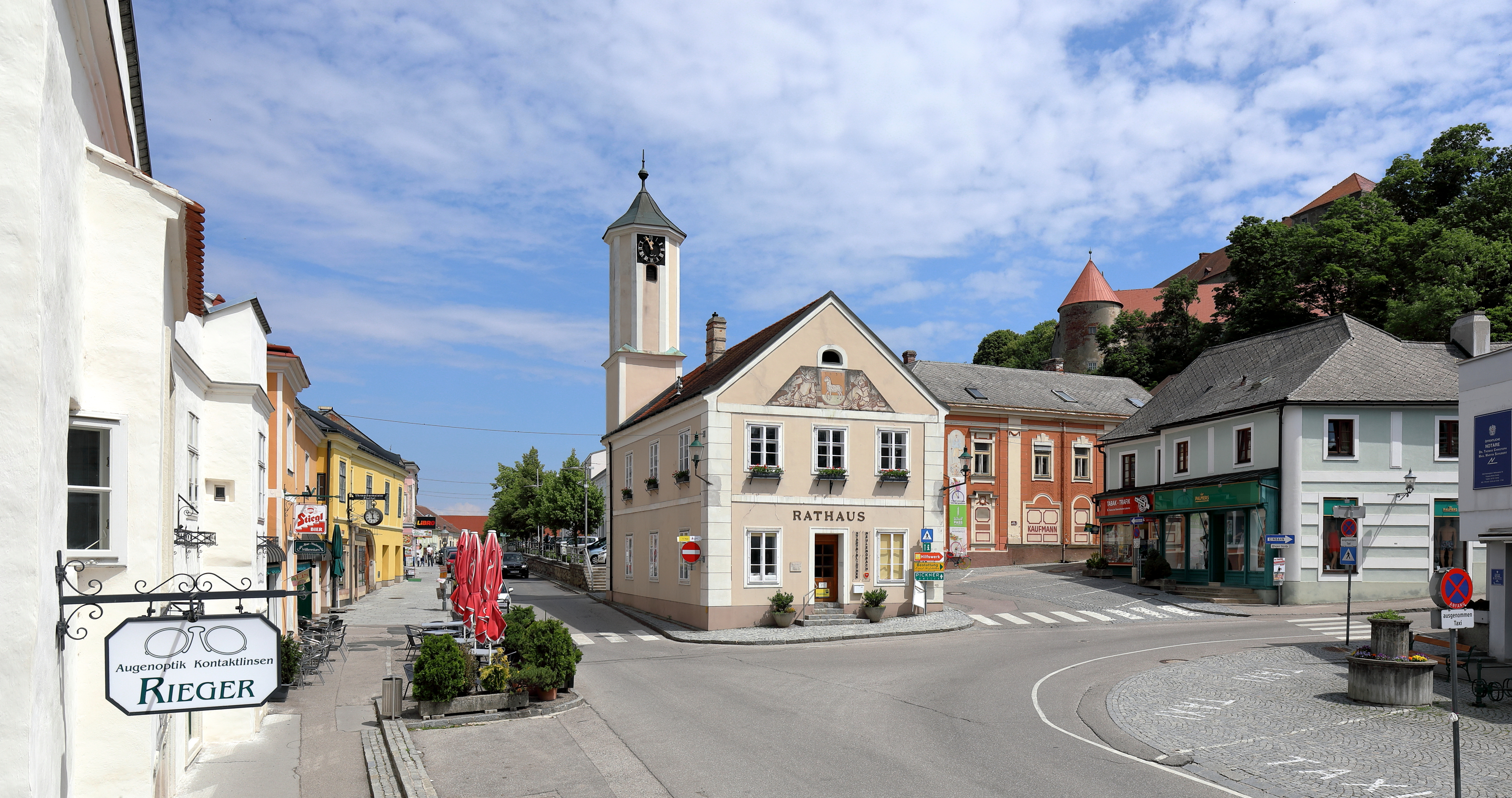
Stará radnice a Hlavní náměstí v Neulengbachu

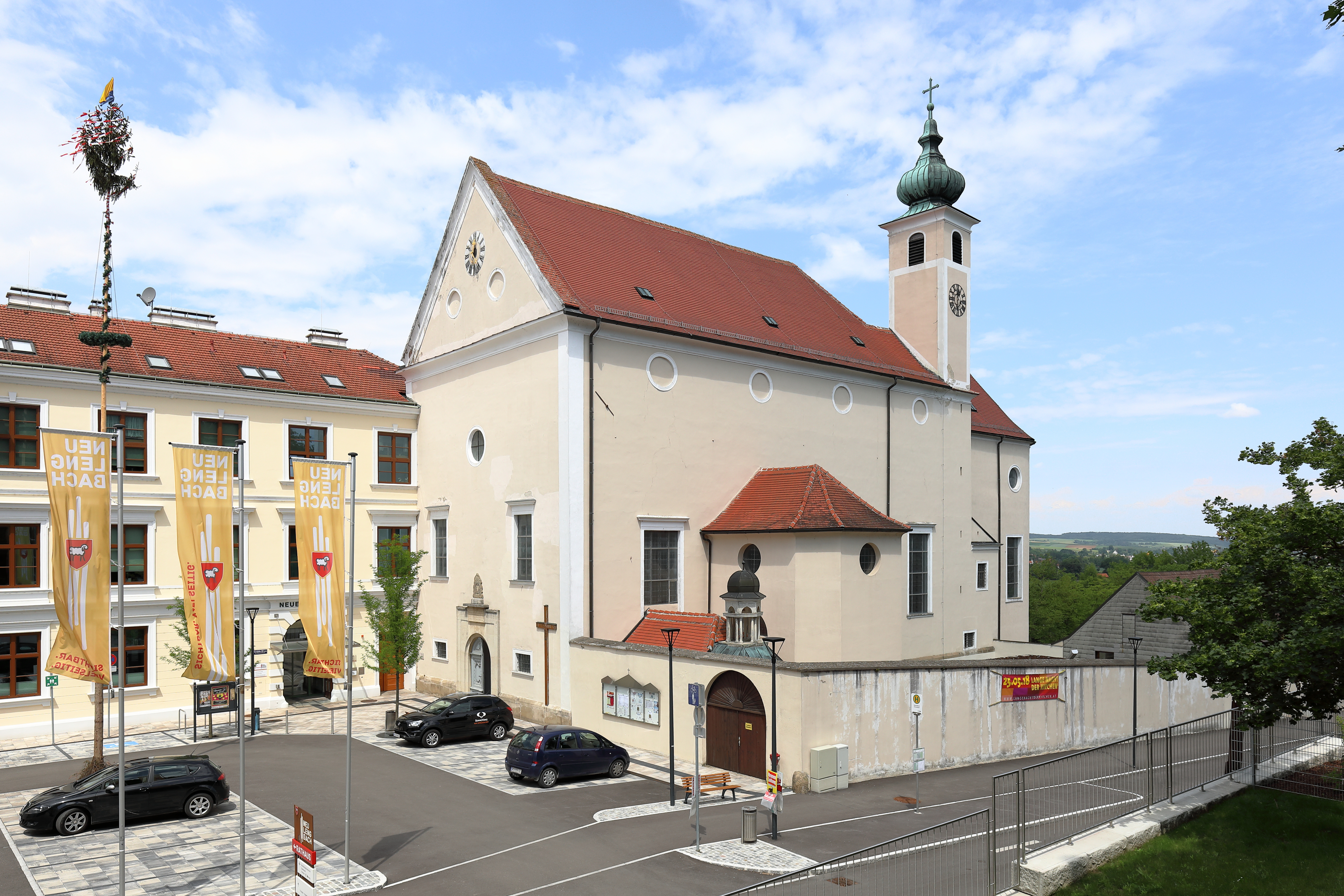
Kostel Nejsv. Trojice

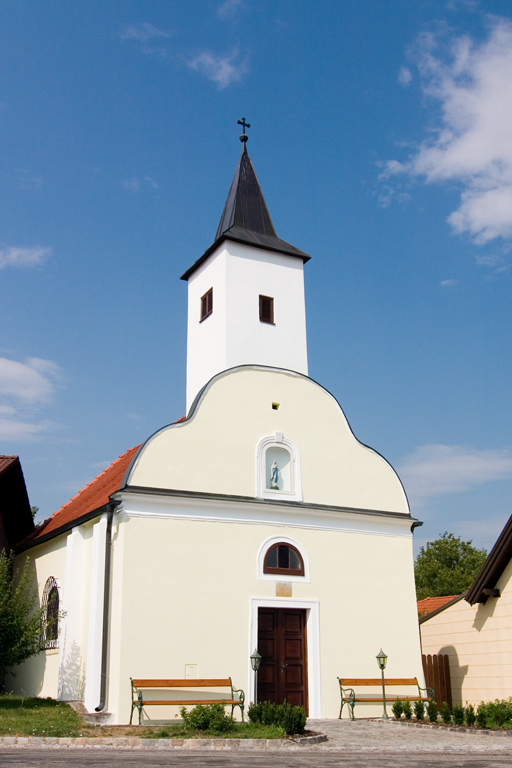
Kaple sv. Rocha a Floriána v obci Raipoltenbach

### Budovy
- Stará radnice
- Hrad Neulengbach
- Farní kostel Nejsvětější Trojice - hlavní městský kostel; významná raně barokní sálová stavba z let 1623-1627, obraz Nejsv. Trojice na hlavním oltáři a na jednom postranním oltáři roku 1768 namaloval Martin Johann Schmidt, zvaný Kremser Schmidt.
- Kostel svatého Vavřince (Neulengbach) v Haagu u Markersdorfu
- Zřícenina hradu Raipoltenbach
- Zámek Baumgarten
- Dům na loukách

- Vlastivědné muzeum Neulengbach (původně "Okresní muzeum pro Hietzing a okolí") bylo založeno v roce 1921. Sbírky obsahují mimo jiné významné prehistorické nálezy, ručně malovanou bibli na pergamenu a kostry Janičářů z doby tureckých válek. Sídlí v zasedací síni staré radnice Neulengbachu. 1. dubna 1945 během bojů Rudé armády proti německému Wehrmachtu došlo k vydrancování muzea a rozkradení většiny sbírek. Během pátrání po ztracených předmětech byly organizovány menší výstavy a zhotovovaly se modely podle sbírek z důležitých hradů v okolí. V roce 1961 bylo nově otevřeno jako "Vlastivědné muzeum", v roce 2005 sbírky zinventarizovány a zavedena elektronická evidence.

### Hudba
- Hudební spolek Neulengbach-Asperhofen

## Sport
- Stadion Vídeňského lesa (Wienerwaldstadion)
- SV Neulengbach
- ÖTB Tělocvičný spolek Neulengbach 1888
- Golfové hřiště Neulengbach - (původně) Vila Berging

### Trhy, výstavy a slavnosti
- Reserlmarkt (název odvozen od jména Terezie) - výroční trh, každoročně se koná v první úterý po 15. říjnu (Terezie) a je velmi oblíbený. Centrum města bývá uzavřeno pro silniční provoz a místní školáci mají zkrácené vyučování.
- "Festival Egona Schieleho" se pořádá od roku 2000, výtvarní umělci na něm představují své práce.

## Osobnosti

### Čestní občané
- Martin Wakonig, velkoobchodník ze Štýrského Hradce. Odstraňoval válečné škody a opravil hrad Neulengbach.

### Osoby se vztahem k městu
- Egon Schiele (1890-1918) - rakouský malíř expresionismu, žil od roku 1910 do 1912 v Neulengbachu. Schiele strávil v roce 1912 21 dnů ve vyšetřovací vazbě ve vězení Neulengbach. Byl neoprávněně obviněn za svádění nezletilé.
- Othmar Skala (1895-1958) - významný dolnorakouský vlastivědný badatel
- Fritz Habeck (1916-1997) - spisovatel

### Významní rodáci
- Kurt Bergmann (* 1935, Ebersberg u Neulengbachu) - novinář a politik
- Johann Kurzbauer (* 1943, Raipoltenbach u Neulengbachu) - starosta od 1995 do 2007